# فيرجينيا بيل
فيرجينيا بيل (بالإنجليزية: Virginia Bell)‏ هي عارضة وممثلة أمريكية، ولدت في 1932 في لوس أنجلوس في الولايات المتحدة، وتوفيت في 18 يوليو 2010 في كاليفورنيا في الولايات المتحدة.

## وصلات خارجية
- فيرجينيا بيل على موقع IMDb (الإنجليزية)
- فيرجينيا بيل على موقع ميوزك برينز (الإنجليزية)
- فيرجينيا بيل على موقع قاعدة بيانات الفيلم (الإنجليزية)